# Mírame (canción de Nikki Clan)
«Mírame (Overkill)» es el primer sencillo del álbum Nikki Clan de la banda mexicana de pop rock del mismo nombre. fue lanzado como primer sencillo del álbum el 13 de marzo de 2006.

## Vídeo musical
Su video fue estrenado el 22 de marzo del mismo año a través de MTV Latinoamérica. El 7 de agosto de ese mismo año la canción junto con «No me digas que no (Boy like you)» consiguieron certificación de oro en México por más de 50,000 descargas como «Máster Ringtone» (tono de llamada).

## Promoción
Durante 2023 la canción fue presentada por la banda en los 2000's Pop Tour junto con otros artistas más de la década.